# Draaideurconstructie
De draaideurconstructie is een meestal verboden juridische constructie die door werkgevers gebruikt wordt om werknemers in dienst te houden, terwijl de ontslagbescherming van de werknemer beperkt wordt.

## Werking
De werknemer wordt eerst door de werkgever voor bepaalde tijd in dienst genomen. In de periode daarna wordt de werknemer door een uitzendbureau aan de werkgever uitgeleend. Na afloop van het uitzendcontract neemt de werkgever de werknemer weer in dienst. Zo vervult de werknemer steeds dezelfde functie, afwisselend in dienstverband en via een uitzendbureau. 

## Doel
Volgens de Nederlandse Flexwet heeft een werknemer recht op een arbeidscontract voor onbepaalde tijd, indien de werknemer meer dan drie opeenvolgende arbeidsovereenkomsten voor bepaalde tijd, met tussenpozen van niet meer dan zes maanden, dan wel een keten die in duur van 24 maanden overschrijdt met tussenpozen van niet meer dan zes maanden inbegrepen.
Omdat voor een arbeidscontract voor onbepaalde tijd allerlei wettelijke ontslagbeschermingen gelden, heeft de werkgever een voorkeur voor contracten voor bepaalde tijd.
Via een draaideurconstructie probeert de werkgever de 3x2x6-regel te omzeilen.
De regels van art. 7:688a lid 2 BW: de zogenaamde "anti-draaideur" bepalingen stellen grenzen aan het gebruik van arbeidsovereenkomsten voor bepaalde tijd.

## Verbod
De draaideurconstructie is door de Hoge Raad in de meeste gevallen verboden, omdat het enige doel van de constructie volgens de Hoge Raad het omzeilen van de 3x3-regel is.